# Levinsenia reducta
Levinsenia reducta is een ringworm uit de familie van de Piscicolidae. De wetenschappelijke naam van de soort is voor het eerst geldig gepubliceerd in 1965 door Hartman.